# 三箭

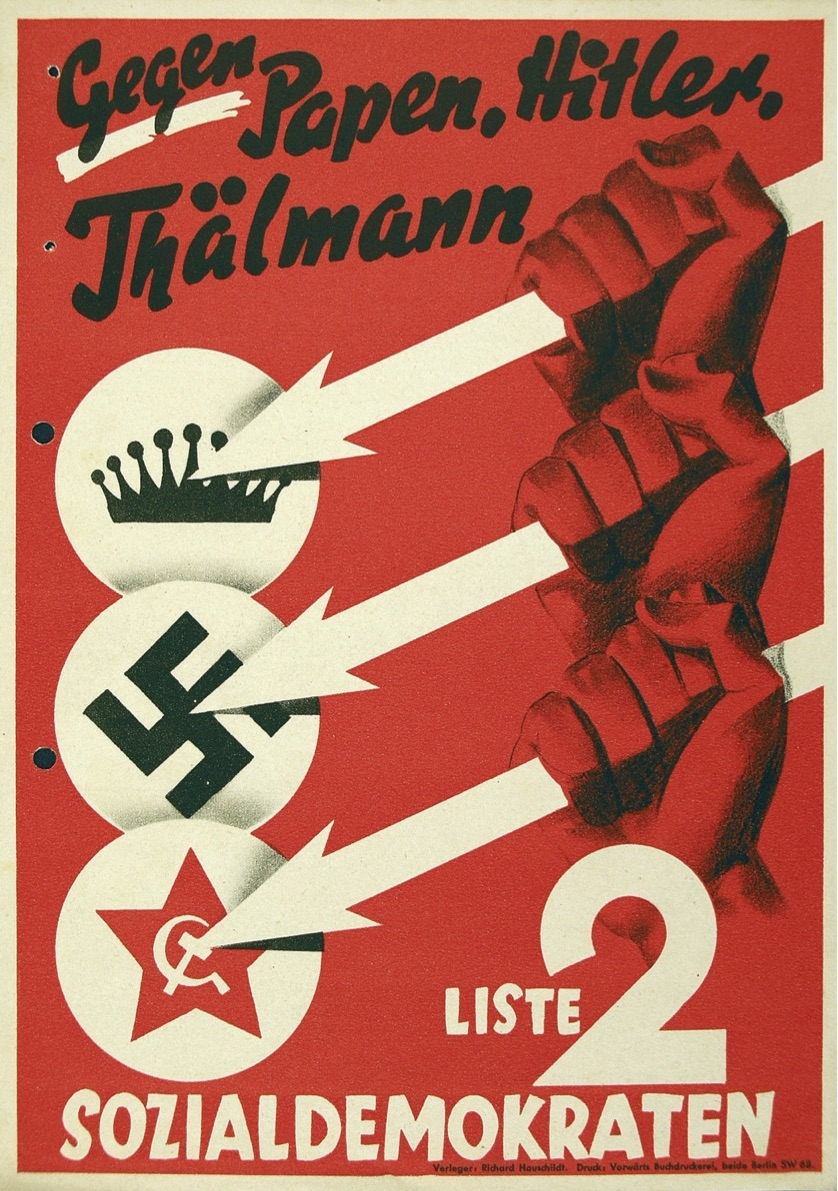
一张1932年广泛张贴的德国社会民主党選舉海報：三個箭頭刺向君主主義、納粹主義和共產主義。標語為「反對帕彭 (君主主義)、希特勒(納粹主義)和台爾曼(共產主義)」

三箭（德語：Drei Pfeile）是德国社会民主党的政治象征符号，最初在魏玛共和国后期使用。它最初是为德国社民党所主导的准军事组织钢铁阵线而设计的，作为1932年社会民主党反纳粹主义的象征，在1932年11月德国国会选举中成为该党的官方象征，代表他们反对君主制、纳粹主义和共产主义的立场。
自这一符号诞生以来，各种反法西斯组织、社会民主主义组织和社会主义组织会在许多不同的场合使用它。